# Systasis ephedrae
Systasis ephedrae är en stekelart som beskrevs av Dzhanokmen 1982. Systasis ephedrae ingår i släktet Systasis och familjen puppglanssteklar.
Artens utbredningsområde är Kazakstan. Inga underarter finns listade i Catalogue of Life.